# 奥格斯堡霍尔拜因中学
奥格斯堡霍尔拜因中学（德语：Holbein-Gymnasium Augsburg）是奥格斯堡的一所自然科学技术和语言中学。它位于德国巴伐利亚奥格斯堡市中心，部分位于奥格斯堡老城区。目前约有1,460名学生在校，由约130名教师授课，这使其成为奥格斯堡10所中学中最大的。它始建于1833年，1877年成为一所现代中等学校。